# Lynnfjorden

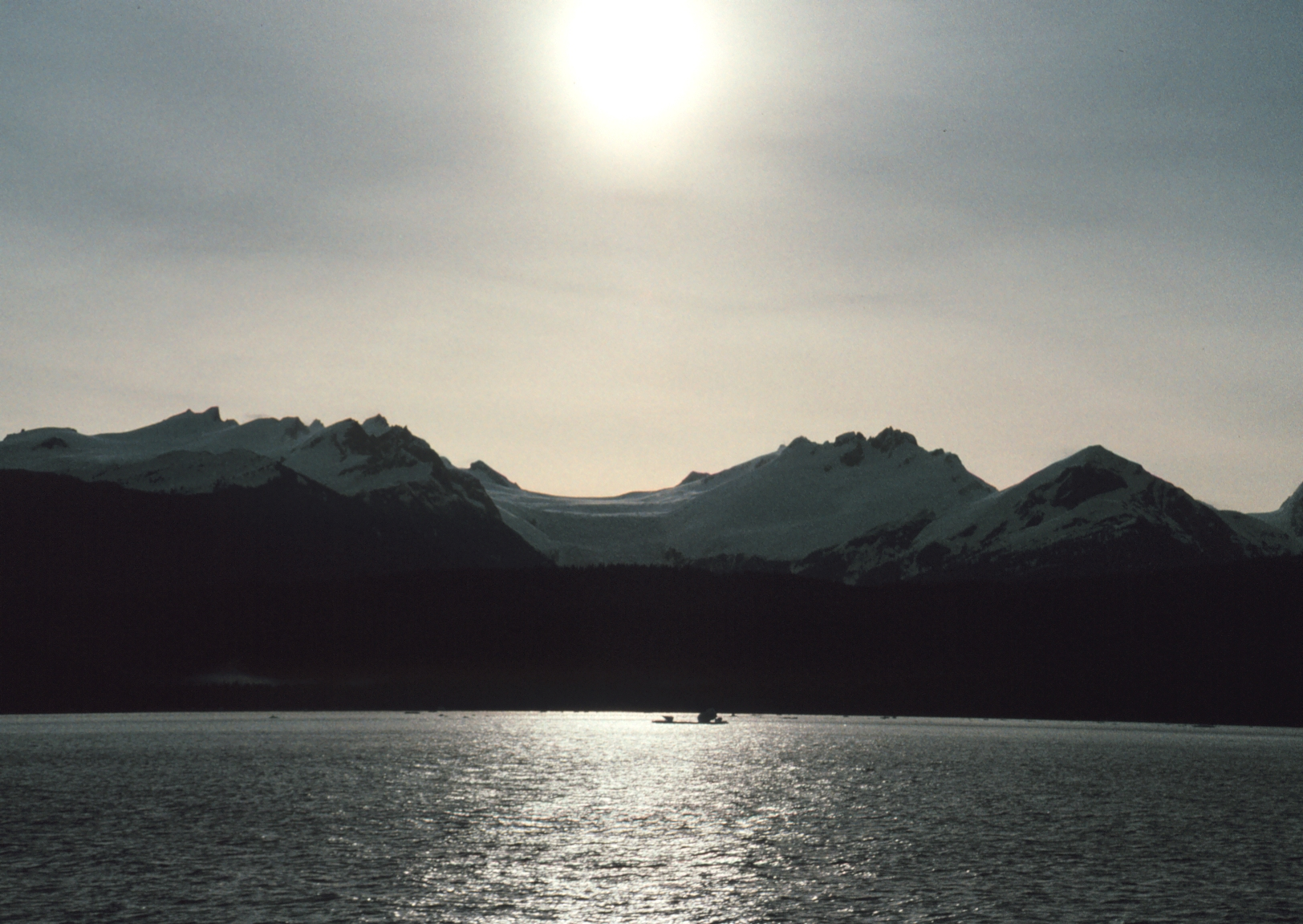
Lynnfjorden i Alaska.

Lynnfjorden (engelska Lynn canal) är en fjord på Alaskas sydkust, utgörande den innersta, omkring 130 kilometer långa fortsättningen av Chatham Strait. Lynnfjorden är 10–15 kilometer bred och 500 meter djup.